# UFC 310
UFC 310: Pantoja vs. Asakura（ユーエフシー・スリーテン：パントージャ・バーサス・アサクラ）は、アメリカ合衆国の総合格闘技団体「UFC」の大会の一つ。2024年12月7日、ネバダ州ラスベガスのT-モバイル・アリーナで開催された。

## 大会概要
本大会は、王者アレッシャンドリ・パントージャと挑戦者朝倉海によるUFC世界フライ級タイトルマッチが組まれた。なお、UFCで日本人がタイトルマッチに挑戦するのは2015年4月25日のUFC 186: Johnson vs. Horiguchi での堀口恭司以来9年8ヶ月ぶり、日本人選手としてUFC初参戦でタイトルマッチに挑戦するのは宇野薫、桜井"マッハ"速人に次いで3人目かつ22年9ヶ月ぶりとなる。

## 試合結果

### アーリープレリム
第1試合 ヘビー級 5分3R
○  ケネディ・エンジーチュクー vs.  ルーカス・ブジェスキー ×
1R 4:51 TKO（右フック→パウンド）
第2試合 ライト級 5分3R
○  チェイス・フーパー vs.  クレイ・グイダ ×
1R 3:41 腕ひしぎ十字固め
第3試合 ウェルター級 5分3R
○  マイケル・キエーザ vs.  マックス・グリフィン ×
3R 1:56 リアネイキドチョーク
第4試合 フライ級 5分3R
○  ジョシュア・ヴァン vs.  コーディ・ダーデン ×
3R終了 判定3-0（30-27、30-26、29-28）
第5試合 195ポンド契約 5分3R
○  エリク・アンダース vs.  クリス・ワイドマン ×
2R 4:51 TKO（パウンド）

### プレリミナリーカード
第6試合 175ポンド契約 5分3R
○  ブライアン・バトル vs.  ランディ・ブラウン ×
3R終了 判定2-1（28-29、29-28、29-28）
※バトルの体重超過によりウェルター級から変更。
第7試合 フェザー級 5分3R
○  モフサル・エフロエフ vs.  アルジャメイン・スターリング ×
3R終了 判定3-0（29-28、29-28、29-28）
第8試合 ウェルター級 5分3R
○  ビセンテ・ルケ vs.  テンバ・ゴリンボ ×
1R 0:52 アナコンダチョーク
第9試合 ライトヘビー級 5分3R
○  ドミニク・レイエス vs.  アンソニー・スミス ×
2R 4:46 TKO（パウンド）

### メインカード
第10試合 フェザー級 5分3R
○  チェ・ドゥホ vs.  ネイト・ランドワー ×
3R 3:21 TKO（パウンド）
第11試合 フェザー級 5分3R
○  ブライス・ミッチェル vs.  クロン・グレイシー ×
3R 0:39 KO（グラウンドの肘打ち）
第12試合 ヘビー級 5分3R
○  シリル・ガーヌ vs.  アレキサンダー・ヴォルコフ ×
3R終了 判定2-1（29-28、28-29、29-28）
第13試合 ウェルター級 5分5R
○  シャフカト・ラフモノフ vs.  イアン・ギャリー ×
5R終了 判定3-0（48-47、48-47、48-47）
第14試合 UFC世界フライ級タイトルマッチ 5分5R
○  アレッシャンドリ・パントージャ vs.  朝倉海 ×
2R 2:05 リアネイキドチョーク
※パントージャが3度目の王座防衛に成功。

### 各賞
ファイト・オブ・ザ・ナイト：該当無し
パフォーマンス・オブ・ザ・ナイト：アレッシャンドリ・パントージャ、ビセンテ・ルケ、チェイス・フーパー、ケネディ・エンジーチュクー
各選手にはボーナスとして5万ドルが授与された。

### カード変更
負傷などによるカードの変更は以下の通り。